# ボリス・プーゴ
ボリス・カルロヴィチ・プーゴ（Бори́с Ка́рлович Пу́го、ラテン文字転写の例：Boris Karlovich Pugo、1937年2月19日 - 1991年8月22日）は、ソビエト連邦の政治家。ラトビア共産党第一書記、ソ連内務大臣を歴任した。上級大将。ロシア生まれのラトビア人。
ミハイル・ゴルバチョフ時代の後期に保守派の党官僚として台頭し、ソ連内相となる。ソ連8月クーデターでは、国家非常事態委員会に所属し、クーデターを主導したが、失敗して自殺した。

## 来歴
1937年2月19日ソ連のカリーニンに生まれる。生家は、1918年から1920年のラトビア独立戦争後にラトビアを去った共産主義者の一家であり、家族はソ連がラトビアを1940年に併合した後に帰国した。
1960年、リガ工科大学を卒業し、その後ラトビアおよびモスクワで、コムソモール（共産主義青年同盟）、共産党およびソ連政府の諸機関で勤務した。1960年から1977年までラトビア共和国コムソモール中央委員会第一書記、ソ連コムソモール中央委員会書記、リガ市共産党委員会第一書記を歴任した。
1977年からラトビア共和国KGBに移り、1980年から同議長を務めた。1984年から1988年までラトビア共和国共産党第一書記を務めた。第11期ソ連最高会議代議員。1986年～1990年、ソ連共産党中央委員会委員。1989年9月～1990年7月、ソ連共産党中央委員会政治局局員候補。1990年7月～1991年4月、ソ連共産党統制委員会議長。
ゴルバチョフ時代に民族問題が噴出する中で保守派が台頭すると、穏健改革派であったワジム・バカーチンの後任として、1990年12月1日にソ連内務大臣に就任する。
ソ連8月クーデターに参加し、国家非常事態委員会のメンバーだった。クーデターが失敗に終わった後、プーゴはまず夫人を射殺した後、自らの頭を銃で撃ち抜いて自殺した。しかし、この自殺に関して疑問を持つ者もおり、モスクワ・タイムズおよびタイム誌を含むいくつかのメディアは、その状況に関する疑問を取り上げた。

## 家族
父のカルル（ロシア語: Карл Янович Пугоは、ロシア革命とロシア内戦に参加したラトビア銃兵の一員で、その後、党リガ市委員会書記となった。
妻のワレンチナ（ロシア語: Валентина Ивановна Пуго）は、工学科学博士で、モスクワ・エネルギー大学の助教授だった。